# 소년탐정 김전일 (드라마)
《소년탐정 김전일(킨다이치 소년의 사건부)》(일본어: 金田一少年の事件簿)은 동명의 만화 《소년탐정 김전일(킨다이치 소년의 사건부)》을 원작으로 한 일본의 텔레비전 드라마이다.
닛폰 TV 계열에서 지금까지 연속 드라마 5편, 단발 드라마 6편이 방송되었다. 제1시리즈 및 제2시리즈(초대, 1995년 ~ 1997년)에서는 도모토 쯔요시가 주연을 맡았고, 이후 캐스트를 바꾸어 속편이 여러 번 제작되고 있다. 또, 제2시리즈는 영화화 작품도 개봉(1997년 12월 13일, 토호)되었다.

## 개요
명탐정 킨다이치 코스케의 손자, 킨다이치 하지메가, 소꿉친구 나나세 미유키, 경시청의 이사무 경부와 여러 어려운 사건을 해결하는 드라마. 결정적인 대사는, 〈할아버지의 이름을 걸고!〉, 〈수수께끼는 전부 풀렸다!〉.

## 초대 (1995년 ~ 1997년)
연속 드라마 제1·2시리즈 〈킨다이치 소년의 사건부〉, 단발 드라마 〈학원 7대 불가사의 살인사건〉, 〈설야차 전설 살인사건(스페셜), 극장판 〈상하이 인어 전설〉의 5작품이 제작되었다. 메인 캐스트는 도모토 쯔요시, 토모사카 리에, 후루오야 마사토. 연출가·츠츠미 유키히코의 출세작이기도 하다.

### 메인 캐스트
킨다이치 하지메 - 도모토 쯔요시 (KinKi Kids)
후도 고교 2학년.
나나세 미유키 - 토모사카 리에
후도 고교 2학년. 미스터리 연구회 소속.
켄모치 이사무 - 후루오야 마사토
경시청 경부.
마카베 마코토 - 사노 미즈키 (쟈니즈 Jr.)
후도 고교 2학년.
사키 류타 - 하라 토모히로
후도 고교 1학년.
타카시마 토모요 - 미우라 리에코
후도 고교 2학년.
하야미 레이카 - 나카야마 에미리
아이돌 가수.
아케치 켄고 - 이케우치 만사쿠
경시청 경시.
이츠키 요스케 - 리쥬 고
프리 라이터.
무카이 타케오 - 타치카와 마사시
켄모치의 부하.

### 학원 7대 불가사의 살인사건 (단발 드라마)
닛폰 TV 계열로 1995년 4월 8일 21:00 ~ 22:54에 방송되었다.

#### 스태프
- 연출 - 츠츠미 유키히코, 아메미야 노조미, 사토 토야, 쿠라타 타카야
- 각본 - 후카사와 마사키, 오오이시 테츠야, 카토 마나부, 타고 아키히로, 나리타 하지메
- 원작 - 《킨다이치 소년의 사건부》
- 치프 프로듀스 - 코스기 요시노부 (NTV)
- 프로듀스 - 하제야마 히로코 (NTV), 마키타 미츠하루 (토호)
- 음악 - 미타케 아키라
- 선곡 - 시다 히로히데 (OCB프로)
- 효과 - 오가와 히로미 (토요 음향)
- 기획 협력 - 키바야시 신, 토마루 나오후미 / 야기 히로시, 스가와라 아키라

### 연속 드라마 (제1시리즈)
닛폰 TV 계열로 1995년 7월 15일 ~ 9월 16일, 매주 토요일 21:00 ~ 21:54(최종화는 21:00 ~ 22:24로 확대)에 방송되었다(8월 26일은 24시간 TV 〈사랑은 지구를 구한다〉 때문에 방송 휴지).
제6화까지는 1화 완결형.
전작 〈학원 7대 불가사의 살인사건〉의 호평에 의해 연속 드라마화. 평균 시청률은 23.9%(쿨 1위)를 기록해, 대인기를 얻었다.

#### 스태프
- 연출 - 츠츠미 유키히코, 아메미야 노조미, 사토 토야, 쿠라타 타카야
- 각본 - 후카사와 마사키, 오오이시 테츠야, 카토 마나부, 타고 아키히로, 나리타 하지메
- 원작 - 《킨다이치 소년의 사건부》
- 치프 프로듀스 - 코스기 요시노부 (NTV)
- 프로듀스 - 하제야마 히로코 (NTV), 마키타 미츠하루 (토호)
- 음악 - 미타케 아키라
- 선곡 - 시다 히로히데 (OCB프로)
- 효과 - 오가와 히로미 (토요 음향)
- 기획 협력 - 키바야시 신, 토마루 나오후미 / 야기 히로시, 스가와라 아키라

#### 주제가·삽입곡
- 엔딩 테마 〈혼자가 아니야〉 (노래: 도모토 쯔요시 / 작사: 모리 히로미 / 작곡: MARK DAVIS / 편곡: 후나야마 모토키)

### 설야차 전설 살인사건 (스페셜)
닛폰 TV 계열로 1995년 12월 30일 21:00 ~ 22:54에 방송되었다.
종반에는 다음 쿨 방송의 연속 드라마 《긴로 괴기 파일》의 주인공·후와 코스케(도모토 코이치)가 등장. 이 작품에만, 하지메와 후와 코스케가 친구라고 하는 설정이 존재한다. 또, 극 중에 같은 닛폰 TV의 정보 프로그램 《더 와이드》가 등장해, 사회·쿠사노 히토시와 이이보시 케이코, 게스트 코멘테이터로서 오다 무도가 본인 역으로 출연했다.
1995년 12월 23일에, 방송 전 특별 프로그램으로 〈완전 공략 매뉴얼〉에서 제1시리즈의 총집편 등이 방송되었다. 같은 날, 〈이브이브에 보낸다! 킨다이치 소년으로부터 메리 크리스마스〉도 방송되었다.

#### 스태프
- 연출 - 츠츠미 유키히코, 아메미야 노조미, 사토 토야, 쿠라타 타카야
- 각본 - 후카사와 마사키, 오오이시 테츠야, 카토 마나부, 타고 아키히로, 나리타 하지메
- 원작 - 《킨다이치 소년의 사건부》
- 치프 프로듀스 - 코스기 요시노부 (NTV)
- 프로듀스 - 하제야마 히로코 (NTV), 마키타 미츠하루 (토호)
- 음악 - 미타케 아키라
- 선곡 - 시다 히로히데 (OCB프로)
- 효과 - 오가와 히로미 (토요 음향)
- 기획 협력 - 키바야시 신, 토마루 나오후미 / 야기 히로시, 스가와라 아키라

#### 주제가·삽입곡
- 엔딩 테마 〈혼자가 아니야〉 (노래: 도모토 쯔요시 / 작사: 모리 히로미 / 작곡: MARK DAVIS / 편곡: 후나야마 모토키)

### 연속 드라마 (제2시리즈)
제1시리즈와 같은 캐스트, 스태프의 속편. 메인 캐스트는 도모토 쯔요시, 토모사카 리에, 후루오야 마사토.
닛폰 TV 계열로 1996년 7월 13일 ~ 9월 14일, 매주 토요일 21:00 ~ 21:54에 방송되었다(8월 24일은 24시간 TV 〈사랑은 지구를 구한다〉 때문에 방송 휴지). 평균 시청률은 22.4%(쿨 1위)를 기록해, 제1시리즈에 이어 20%를 넘었다.

#### 스태프
- 연출 - 츠츠미 유키히코, 사토 토야, 카네다 카즈키
- 각본 - 후카사와 마사키, 타고 아키히로, 오오이시 테츠야
- 원작 - 《킨다이치 소년의 사건부》
- 프로듀스 - 하제야마 히로코, 마키타 미츠하루, 오쿠다 세이지, 친소 케이
- 음악 - 미타케 아키라
- 미술 디자인 - 오오타케 준이치로, 아리오 타츠로, 코노 마사히로
- 기획 협력 - 키바야시 신 / 토마루 나오후미, 스가와라 아키라

#### 주제가·삽입곡
- 엔딩 테마 〈Kiss부터 시작되는 미스터리〉 (노래: KinKi Kids / 작사: 마츠모토 타카시 / 작곡·편곡: 야마시타 타츠로)

#### 특별 프로그램
생방송! 드디어 시작되는 킨다이치 소년의 사건부
1996년 7월 13일 방송. 닛폰 TV나 일부 지방국에서만 방송.
합체판!! 킨다이치 소년의 굿 럭
1996년 8월 방송.
킨다이치 하지메의 증언! 사실 그건 ○○다?!
1996년 9월 방송.
이걸로 마지막?! 킨다이치 소년의 사건부 영구 보존판 하지메 짱이 살해되었다!~킨다이치 하지메의 장의 실황 중계!! 그 때 무언가가…~
1996년 9월 21일 방송. 시청률은 28.5%.
텔레비전 드라마 오리지널 특별편을 더한, 제1·2시리즈의 총집편.
- 출연: 도모토 쯔요시, 토모사카 리에, 후루오야 마사토, 이케우치 만사쿠, 리쥬 고, 사노 미즈키, 하라 토모히로, 나카야마 에미리, 미우라 리에코, 타치가와 마사시, 코지마 미치루, 카와하라 사부, 유에 타카유키, 쿠로사와 아스카, 마츠모토 리오, 코쿠쇼 사유리, 하세가와 하츠노리, 카와사키 타케오, 타케시타 코타로, 스즈키 안, 토쿠이 유, 아이지마 카즈유키, 시노쿠라 노부코, 카와라사키 켄조

오와라이 킨다이치 소년의 사건부
1997년 4월 12일 21:00 ~ 22:24 방송. 시청률은 15.8%.
버라이어티 프로그램으로 보여진, 텔레비전 드라마 오리지널의 특별편. 도중까지는 보통 버라이어티 프로그램으로 진행하지만, 그 본방 중에 살인사건이 발생한 것을 계기로, 출연자가 드라마 캐릭터로 변신해 사건의 추리를 해나간다. 또, 방송 마지막에는, 당초의 코지마치의 닛폰 TV 앞에서의 생방송으로 전환되어, 도모토 쯔요시·토모사카 리에·후루오야 마사토의 3명이, 극장판 영화 개봉 결정을 발표했다. VHS화나 DVD화는 실현되지 않았다.

### 극장판 킨다이치 소년의 사건부 상하이 인어 전설
영화화 작품으로 1997년 12월 13일에 개봉되었다. 츠츠미 유키히코 감독 작품. 흥행 수입은 21억 엔. 제16회 골든 그로스 우수 은상을 수상.
제1·2시리즈(초대 킨다이치 시리즈)의 완결편이 되어 있어, 마지막에는 하지메와 미유키가 마음을 서로 전달한다. 전 시리즈 중에, 유일하게 완결이 그려진 작품이다.
실제로 상하이에서 촬영했지만, 〈중국의 경찰이 일본의 탐정에 져버린다〉라는 내용이 문제가 되어, 중국에서의 상영이 금지되었다. 홍콩이나 타이완에서는 개봉되었다(《킨다이치 소년의 사건부 공식 가이드 북 파이널 라스트 에피소드》로부터).

#### 스태프
- 감독 - 츠츠미 유키히코
- 각본 - 타고 아키히로
- 원작 - 《킨다이치 소년의 사건부》
- 프로듀스 - 하제야마 히로코, 마키타 미츠하루, 오쿠다 세이지, 친소 케이
- 어소시에이트 프로듀스 - 나가사카 노부히토, 마키타 미츠하루
- 음악 프로듀스 - 시다 히로히데
- 음악 - 미타케 아키라
- 촬영 - 카라사와 사토루, 모모세 치아키
- 미술 - 오오타케 준이치로
- CG 디렉터 - 하라다 다이자부로

#### 주제가·삽입곡
- 엔딩에서는, 제1시리즈의 엔딩 테마 〈혼자가 아니야〉와 제2시리즈의 엔딩 테마 〈Kiss부터 시작되는 미스터리〉의 메들리가 사용되었다.

## 2대째 (2001년)
캐스트·스태프 전부 새롭게, 〈21세기의 킨다이치 소년〉으로서 젊은층을 노렸다.
메인 캐스트는 마츠모토 준, 스즈키 안, 나이토 타카시.
연속 드라마 제3시리즈 〈킨다이치 소년의 사건부〉, 연속 드라마 〈킨다이치 소년의 사건부 마술 열차 살인사건〉이 제작되었다.

### 메인 캐스트
킨다이치 하지메 - 마츠모토 준 (아라시멤버)
후도 고교 2학년. 미유키가 좋아하는 사람.
나나세 미유키 - 스즈키 안
후도 고교 2학년. 킨다이치를 좋아한다.
켄모치 이사무 - 나이토 타카시
경시청 경부.
사키 류타 - 하세가와 준
후도 고교 1학년. 미스터리 연구회의 동료.
하야미 레이카 - 사카이 와카나
아이돌.
타카토 요이치 - 후지이 나오유키
〈지옥의 괴뢰사〉.
센도 쿄코/모모에 - 야마다 유
미스터리 연구회의 동료.
세이코 - 칸자키 시오리
미스터리 연구회의 동료.
와라가이 형사 - 후카와 료
켄모치 경부의 부하.

### 마술 열차 살인사건 (단발 드라마)
닛폰 TV 계열로 2001년 3월 25일, 21:00 ~ 22:54에 방송.

### 연속 드라마 (제3시리즈)
닛폰 TV 계열로 2001년 7월 14일 ~ 9월 15일, 매주 토요일 21:00 ~ 21:54에 방송되었다(8월 18일은 24시간 TV 〈사랑은 지구를 구한다〉때문에 방송 휴지).
전작 〈마술 열차 살인사건〉의 호평에 의해 연속 드라마화. 평균 시청률은 13.7%(쿨 5위).

#### 주제가·삽입곡
- 엔딩 테마 〈시대〉 (노래 - 아라시 / 작사·작곡 - TSUKASA / 편곡 - CHOKKAKU)

### 스태프
- 연출 - 시모야마 텐, 사토 토야, 나가누마 마코토, 나구모 세이치
- 각본 - 오바라 신지, 오오이시 테츠야, 야마자키 준야, 나미에 히로시, 히라타 켄야
- 원작 - 《킨다이치 소년의 사건부》
- 음악 - 도이 히로노리
- 선곡 - 나카니시 쿄
- CG - Motor/lieZ
- 기술 협력 - NTV 영상 센터, 이케다야
- 미술 협력 - 닛폰 TV 아트
- 편집·MA - 에이코
- 기획 담당 - 사토 아츠시
- 치프 프로듀스 - 마스다 이치오
- 프로듀스 - 카쿠다 토모코, 우치야마 마사히로
- 협력 프로듀스 - 하제야마 히로코
- 제작 협력 - 오피스 크레셴도

## 3대째 (2005년)

### 흡혈귀 전설 살인사건
닛폰 TV 계열로 2005년 9월 24일, 토요일 21:00 ~ 23:09에 방송되었다.
다시 캐스트·스태프를 전부 새롭게 했다. 메인 캐스트는 카메나시 카즈야, 우에노 쥬리, 카토 마사야.

#### 메인 캐스트
킨다이치 하지메 - 카메나시 카즈야 (KAT-TUN)
후도 고교 2학년.
나나세 미유키 - 우에노 쥬리
후도 고교 2학년.
켄모치 이사무 - 카토 마사야
경시청 경부.

#### 스태프
- 연출 - 이케다 켄지
- 각본 - 후쿠마 마사히로
- 원작 - 《킨다이치 소년의 사건부》
- 프로듀스 - 쿠와바라 조야, 코바야시 미호 (오피스 크레셴도)
- 음악 - 나카니시 쿄
- 기술 협력 - NTV 영상 센터, 이케다야
- 미술 협력 - 닛폰 TV 아트
- 제작 협력 - 오피스 크레셴도

#### 주제가·삽입곡
- 엔딩 테마 〈달의 길〉 (노래 - KAT-TUN / 작사 - TAKESHI / 작곡·편곡 - 츠타야 코이치)

## 4대째 (2013년 ~ 2014년)
다시 캐스트·스태프를 전부 새롭게 했다. 메인 캐스트는 야마다 료스케, 카와구치 하루나, 아리오카 다이키.
단발 드라마 〈홍콩 구룡재보 살인사건〉, 〈고쿠몬 학원 살인사건〉의 2작품이 제작되어 있다. 또, 연속 드라마로 《킨다이치 소년의 사건부 N(neo)》이 2014년 7월 19일부터 9월 20일까지 방송되었다.

### 메인 캐스트
킨다이치 하지메 - 야마다 료스케 (Hey! Say! JUMP)
후도 고교 2학년.
나나세 미유키 - 카와구치 하루나
후도 고교 2학년.
사사키 류지 - 아리오카 다이키 (Hey! Say! JUMP)
후도 고교 1학년.
켄모치 이사무 - 야마구치 토모미츠
경시청 형사부 경부.
연속 드라마 〈N(neo)〉부터 등장.
마카베 마코토 - 아사리 요스케
후도 고교 3학년. 미스터리 연구회 부장.
연속 드라마 〈N(neo)〉부터 등장.
리 바이롱 - 오존 (일본어 더빙:나미카와 다이스케→토치 히로키)
타이완 경찰→인터폴에 소속하는 형사.
타카토 요이치 - 나리미야 히로키
범죄 프로듀서.
쿠로카와 미호 - 오카모토 아즈사
후도 고교 2학년. 영화 연구부에서 여배우를 하고 있었지만, 폐부하여 미스터리 연구부에 입부했다.
연속 드라마 〈N(neo)〉부터 등장.
츠지 하야토 - 하기와라 리쿠
후도 고교 1학년. 전 영화 연구부 잡용 계. 쿠로사와와 같은 이유로 미스터리 연구부에 입부했다.
연속 드라마 〈N(neo)〉부터 등장.
호시노 카나에 - 코지마 아야메
후도 고교 1학년. 전 영화 연구부 잡용 계. 쿠로사와, 츠지와 같은 이유로 미스터리 연구부에 입부했다.
연속 드라마 〈N(neo)〉부터 등장.

### 홍콩 구룡재보 살인사건 (단발 드라마)
닛폰 TV 계열로 2013년 1월 12일, 21:00 ~ 22:54에 방송.

#### 스태프
- 연출 - 키무라 히사시
- 각본 - 아마기 세이마루
- 원작 - 《킨다이치 소년의 사건부》
- 음악 - 미타케 아키라
- 음악 프로듀스 - 시다 히로히데
- VFX 수퍼바이저 - 노자키 코지
- 액션 코디네이트 - 모로카지 유타
- 기술 협력 - NiTRo, 이케다야
- 치프 프로듀스 - 카미쿠라 카츠
- 프로듀스 - 하제야마 히로코, 우치야마 마사히로 (오피스 크레셴도)
- 제작 협력 - 오피스 크레셴도
- 제작 저작 - 닛폰 TV

#### 주제가·삽입곡
- 엔딩 테마 〈미스터리 버진〉 (노래 - 야마다 료스케 / 작사 - Vandrythem / 작곡 - Erik Lidbom, Daichi / 편곡 - Erik Lidbom / 스트링스 어레인지 - 사토 야스마사)

### 고쿠몬 학원 살인사건 (단발 드라마)
닛폰 TV 계열로 2014년 1월 4일, 21:00 ~ 23:18에 방송.

#### 스태프
- 연출 - 나구모 세이치
- 각본 - 아마기 세이마루
- 원작 - 《킨다이치 소년의 사건부》
- 음악 - 미타케 아키라
- 치프 프로듀스 - 카미쿠라 카츠
- 프로듀스 - 하제야마 히로코, 우치야마 마사히로 (오피스 크레셴도)
- 말레이시아 로케 공동 제작 - Sistem Television Malaysia Berhad (TV3)
- 제작 협력 - 오피스 크레셴도
- 제작 저작 - 닛폰 TV

#### 주제가·삽입곡
- 엔딩 테마 〈Ride With Me〉 (노래 - Hey! Say! JUMP / 작사 - Staxx T / 작곡 - ☆Taku Takahashi, Minami / 편곡 - ☆Taku Takahashi)

### 연속 드라마 (N)
닛폰 TV 계열로 2014년 7월 19일부터 9월 20일까지 매주 토요일 21:00 ~ 21:54에 방송. 캐치프레이즈는, 〈올해 여름은, 사건이 많아.〉.

#### 게스트 캐스트

##### 은막의 살인귀
쿠라사와 히카루 - 카미키 류노스케 (특별 출연)
영화 연구부 부장.
이즈미야 시게키 - 오카야마 아마네
영화 연구부 3학년. 각본 담당.
사나다 코지 - 나카가와 타이시
영화 연구부 3학년. 배우.
카도와키 야스히로 - 오오와다 켄스케
영화 연구부 3학년. 촬영 담당.
유사 치에미 - 카미시라이시 모카
영화 연구부 1학년. 잡용 계.
혼다 카게유키 - 나카지마 히로키
영화 연구부 전 부원.
생물학 교사 - 마스 타이치 (닛폰 TV 아나운서)

체육 교사 - 나카니시 마나부

경찰관 - 사코타 타케아키

##### 게임관 살인사건
무기바야시 미카 - 타카하시 케이코
코즈에와 마치다가 일하고 있는 바의 마마.
마치다 카즈야 - 우에시마 류헤이
바 웨이터.
키쿠카와 코즈에 - 후쿠다 아야노
바 호스테스.
타카라기 시게루 - 아베 쇼헤이
게임 프로그래머.
시모무라 이쿠마 - 와타베 고타
시호의 아들. 소믈리에 견습생.
시모무라 시호 - 야마노 우미
어패럴 메이커 〈크로스 유니버스〉 사장.
키쿠카와 사나에 - 후세 에리
실종된 코즈에의 어머니.
좀비

##### 오니비 섬 살인사건
시이나 마키오 - 마스다 타카히사
후도 종합 병원 연수의.
카토 켄타로 - 치바 유다이
후도 종합 병원 연수의.
시라이시 미호 - 오노 이토
후도 종합 병원 연수의.
카와시마 유타카 - 키리야마 렌
후도 종합 병원 연수의.
모리무라 케이치 - 마에노 토모야
후도 종합 병원 연수의.
츠카하라 덴조 - 시나가와 토오루
연수소 관리인.
에비사와 쿠니아키 - 마미야 쇼타로
후도 종합 병원 연수의.
에비사와 케이코 - 치바 마사코
쿠니아키의 어머니. 간호사.
카와사키 요조 - 후세 히로시
의사 겸 연구 합숙 담당 강사.
신타니 유리 - 모리구치 요코
아르바이트 주임.
의사 - 타와라기 토타

연수의 - 스즈키 카즈키

간호사 - 츠지모토 미즈키

일기 예보의 목소리 - 스가야 다이스케 (닛폰 TV 아나운서)

##### 킨다이치 소년의 결사행
미나미 레이코 - 미나미
킹 드래곤 호텔 오너의 비서.
토모리 케이 - 사토 지로
카나가와 현 경찰서 형사.
마츠오카 슈지 - KREVA
IT 투자가.
시노미야 토오루 - 스루가 타로
고미술상.
후지이 후미카 - 이토 유코
보석상.
미치바 류 - 타카하시 후토
어린이 콩셰르주.
카미야마 코헤이 - 하야시 야스후미
전 투자 컨설턴트.
카리야 슈헤이 - 한카이 카즈아키
고고학 교수.
카와카미 타케시 - 카와카미 타케시
최면술사.
교사 - 후지모리 싱고 (오리엔탈 라디오)
담당 교과는 국어.
아나운서 - 오오모리 히로시

의사 - 콘노 테츠하루

레이코의 어머니 - 카와사키 히로미

리포터 - 요시다 아코

점원 - 니시지마 코스케

##### 유키카게촌 살인사건
시마즈 타쿠미 - 스가 켄타
고교 2학년. 전 유키카게 중학교 야구부 에이스 피처. 중학 3학년 때에 어깨를 다쳐 야구를 그만둔다.
타테이시 나오야 - 이리에 진기
고교 2학년. 전 유키카게 중학교 야구부 캐처. 중학 3학년 때에 시마즈와 함께 야구부를 퇴부.
우오즈미 쿄시로 - 카토오노 타이코
전 유키카게 중학교 경음부. 어부.
타치카와 미야코 - 야마시타 리오
고교 2학년. 전 유키카게 중학교 만화 연구회. 그림책 작가 지망이었지만, 절반 정도 포기하고 있다.
야시로 후유미 - 후지와라 레이코
고교 2학년. 예비 탤런트로서 활동해, 목표는 여배우가 되는 것으로 몇 번이나 도쿄에 가, 오디션을 보고 있다. 중학 시절에는 아이돌 가수 지망.
하스누마 아야카 - 타이라 유나
고교 2학년. 전 유키카게 중학교 테니스부 부장. 고교 테니스부가 폐부되어, 가끔 중학교 테니스부에 지도하러 가고 있다.
하타노 하루나 - 오가와 료
전 유키카게 중학교 미술부. 1년 전에 자살.
이마이 타츠야 - 오기 시게미츠
유키카게촌에 사는 시마즈의 아버지.
타치카와 세츠코 - 사카키바라 이쿠에
미야코의 어머니.
하타노 메구미 - 나카지마 히로코
하루나의 어머니.
형사 - 코레치카 아츠시

야구부원 - 모리시타 다이치

##### 장미 십자관 살인사건
후유노 야에히메 - 노나미 마호
플라워 아티스트.
젠다 미루쿠 - 쿠제 세이카
직물사.
마츠리자와 잇신 - 나카무라 야스히
바이오 플라워사 사장.
츠쿠요미 지젤 - 후지이 미나
시인.
사쿠라 쿄 - 스가 타카마사
사진가.
모리 미카도 - 쿠보 츄키치
시중꾼.
스메가리 쇼 - 하시모토 준
꽃꽂이 체인 사장.
영화관의 노인 - 니코이 코이치

타카토의 아버지 - 이시즈카 운쇼

호텔맨 - 하자마 신타로

시체 안치소의 형사 - 야마다 마사유키

웨이트리스 - 나츠키

#### 스태프
- 연출 - 키무라 히사시, 카리야마 슌스케, 야마다 노부요시
- 각본 - 타카하시 유야
- 원작 - 《킨다이치 소년의 사건부》
- 음악 - 미타케 아키라
- 치프 프로듀스 - 카미쿠라 카츠
- 프로듀스 - 하제야마 히로코, 오기노 테츠히로, 우치야마 마사히로
- 제작 저작 - 오피스 크레셴도
- 제작 저작 - 닛폰 TV

#### 주제가·삽입곡
- 엔딩 테마 〈위크엔더〉 (노래 - Hey! Say! JUMP)

## 5대째 (2022년)
2022년 5대째 드라마 제작이 결정되면서 캐스트·스태프를 새롭게 교체하였다. 메인 캐스트는 미치에다 슌스케, 카미시라이시 모카, 사와무라 잇키, 이와사키 타이쇼. 기존에 방영되었던 에피소드를 리메이크한 버전과 새롭게 제작된 에피소드를 포함하여 총 10화로 제작되었으며 2022년 4월 24일부터 7월 3일까지 방영되었다.

### 메인 캐스트
킨다이치 하지메 - 미치에다 슌스케 (나니와단시)
명탐정 킨다이치 코스케의 손자로, 난해한 수수께끼로 가득한 살인사건을 IQ 180을 넘는 두뇌로 해결해 내는 천재 고등학생 탐정. 시험을 보면 전 과목 점수가 한 자리일 정도로 성적이 나쁘고 천진난만한 성격을 지녔다. 사건이 일어나면 소꿉친구 나나세 미유키, 경시청 수사 1과 켄모치 경부와 함께 대담하게 치밀한 트릭을 풀어내고 범인의 슬픈 사정을 간파해 낸다.
나나세 미유키 - 카미시라이시 모카
주인공 킨다이치 하지메의 소꿉친구로 학생회장을 맡고 있는 교내 굴지의 우등생. 성격은 온화하며 착실한 편으로, 하지메와 함께 여러 사건에 휘말리는 일이 잦다. 학교 미스테리 연구회에 소속되어 있으며, 하지메에게는 호감을 갖고 있지만…
사키 류타 - 이와사키 타이쇼 (쟈니즈 Jr.・美 少年)
후도 고등학교 1학년 학생으로 미스테리 연구부에 소속되어 있다. 내성적이고 다른 사람의 눈에 띄는 것을 싫어하지만 의지는 강한 편이다. 동영상을 촬영하는 것이 취미라서 하지메나 미유키 옆에서 사건의 행방을 지켜보는 등 믿음직한 후배다. 「학원 7대 불가사의 살인사건」원작의 타카시마 토모요 의 일부 설정을 계승하였다. 「세이렌 섬 살인사건」에서는 우미호시 슈고、「화장실의 하나코 살인사건」에서는 무라카미 소타의 역할을 겸하여 등장한다.
켄모치 이사무 - 사와무라 잇키 (소년 시절 - 미나미)
경시청 수사 1과 경부. 밝고 온화한 호감형의 인물. 하지메의 실력을 직접 눈으로 보고 그의 좋은 이해자가 된다.「학원 7대 불가사의 살인사건」에서는 하지메에게 존댓말을 썼지만 「세이렌 섬 살인사건」이후로는 '하지메' 라고 부르며 반말을 하게 된다. 하지메 역시 '아저씨' 라고 부르는 등 서로 존댓말을 사용하지 않고 편하게 대화를 하게 된다. 「킨다이치 소년의 살인」에서는 원작의 아케치 켄고의 역할도 겸하고 있다.
「참수 무사 살인사건」에서는 중학교 시절 이야기가 나온다. 아버지가 자주 전근을 다닌 탓에 어려서부터 이사를 자주 다녔고, 중학교 때도 반 친구들과 잘 지내지 못하고 고립되어 지냈던 일, 시노가 먼저 말을 걸어 주어 그녀와 친해진 일, 중학교 3학년 때 시노가 아무 말 없이 전학을 가 버린 일 등이 밝혀진다.
처음에는 하지메가 킨다이치 코스케의 손자라는 사실을 몰랐다. 명대사 「할아버지의 이름을 걸고!」를 말할 때도 요즘 학생들치고는 어르신 같은 말투를 쓰는구나 하고 생각하고 있었다. 마지막 화 「오페라 좌관 팬텀의 살인」에서 겨우 알게 되었다.

#### 게스트 캐스트

##### 제1화 학원 7대 불가사의 살인사건
이번으로 두 번째 실사화되는 에피소드. 원작의 타카시마 토모요는 등장하지 않는다.
사쿠라기 루이코 - 오오토모 하나렌
후도 고등학교 3학년. 미스테리 연구부 부장.
마카베 마코토 - 호소다 카나타
후도 고등학교 2학년. 추리소설 작가. 미스테리 연구부 부원.
오노우에 타카히로 - 마에다 코우키
후도 고등학교 2학년. 미스테리 연구부 부원.
타치바나 료조 - 스기모토 텟타
후도 고등학교 경비원. 하지메는 「바나 씨」라고 부르며 친하게 지낸다.
마토바 유이치로 - 미츠이시 켄
후도 고등학교 물리교사.
아오야마 치히로 - 아마노 하나
10년 전 행방불명이 된 후도 고등학교 여학생. 미스테리 연구부 부원이었다.
무라타 마사키 - 오자키 우소우
경시청 수사 1과 경부보. 1대째 드라마 무카이처럼 수사에 개입하려고 하는 하지메를 불쾌하게 여기며 그것을 묵인하는 켄모치에게 불만을 표출한다.
쿠마자와 - 키타미 토시유키
25년 전 요바타 건설에서 일하던 직원. 후도 고등학교 신교사 건설에도 관여하고 있었다.

##### 제2화~제3화 세이렌 섬 살인사건
키리고에 히루코 - 요 키미코
별장 관리인이자 세이렌 섬의 주인.
나기타 나츠미 - 요시타니 아야코
여행사 「마음꽃 여행」 투어 가이드.
우류 아카네 - 이쿠타 에리카
「아스타 닛슈 출판」 의 기자. 세이렌 섬의 비밀을 조사하고 있다.
카게오 카제히코 - 츠쿠다 노리히코
테이오 대학 병원 교수.
우시오 코지로 - 코사카 마사미
테이오 대학 병원 의사.
칸노 미카 - 타카하시 유우
테이오 대학 병원 의사.
이즈마루 켄 - 코이치 만타로
의료기기 메이커 「토디 인테크」 영업사원.
와니세 타카시 - 카미오 유우
의료기기 메이커 「토디 인테크」 영업사원.
세이렌 - 이시다 유메미
옛날부터 섬에 전설로 전해 내려오는 괴물.
미군 - Tom Constantine
세이렌에게 살해당한 미국 병사.
후지모토 마사 - 나카야마 카츠미
테이오 대학 병원 환자.
미즈키 - 타가와 카나미
이즈마루의 전처.
마리카 - 카네코 리사
이즈마루의 딸.

##### 제4화 백사 도가 살인사건
시라가미 오토마츠 - 오노 타케히코
백사 주조 회사 사장으로, 사콘, 렌게츠, 코스케의 아버지. 병으로 건강이 나빠져서 회사 경영에서 물러나 있다.
히메노코지 쿄카 - 료
백사 여관의 안주인. 하지메에게 백사를 「신이 부리는 동물」 로 모시고 있다는 사실을 알려 준다.
시라가미 사콘 - 요시다 고로
시라가미 가문의 장남. 백사 주조 회사의 현 부사장.
시라가미 렌게츠 - 아즈마 나오키
시라가미 자문의 차남. 5년 전 얼굴에 입은 화상 자국 때문에 검은 가면을 쓰고 생활하고 있다.
시라가미 코스케 - 츠지오카 진스케
시라가미 가문의 삼남. 5년 전 화재 사건을 일으킨 주범으로 여겨지고 있으며 지금은 행방불명 상태이다.
쿠로타카 긴조 - 테라지마 스스무
백사 주조 회사에서 일하는 숙련된 직원. 부사장인 사콘을 「돈 벌 생각밖에 안 하는 녀석」 이라고 혐오하고 있다.
사기모리 겐 - 오카야마 아마네
백사 주조 회사 직원. 반년 전 입사한 견습 직원이다.
시라가미 코토네 - 마츠우라 사치코
오토마츠의 아내. 10년 전 백사에 물려 사망했다. 오토마츠는 그녀의 죽음을 「백사님의 천벌」이라며 두려워하고 있다.
키몬 카게오미 - 야마네 카즈마
지명수배된 살인범. 켄모치는 키몬이 숨어 있다는 정보를 듣고 백사 마을을 찾아왔다.
쿠미 - 우치다 신이치로
나가노 현경 형사.

##### 제5화 화장실의 하나코 살인사건
이번에 처음으로 드라마화된 에피소드. 원작 제목은 「망령 학교 살인사건」이다.
이노 코헤이 - 나카가와 다이스케
야마나시 예술 대학 3학년 학생.
쿠니에다 마사 - 타나베 모모코
야마나시 예술 대학 3학년 학생.
시시지마 류 - 시노하라 유신
야마나시 예술 대학 3학년 학생.
나루사와 켄타 - 오노데라 아키라
야마나시 예술 대학 2학년 학생.
시마다 형사 - 쿠마베 요헤이
야마나시 현경 형사.
나루사와 사야 - 모리타 코코로
켄타의 여동생.
화장실의 하나코 - 요시다 호노카
폐허가 된 병원 여자 화장실에 산다고 소문이 자자한 유령.

##### 제6화~제7화 킨다이치 소년의 살인
이번에 두 번째 드라마화된 에피소드이다. 등장인물의 일부 설정이 변경되었다.
이츠키 요스케 - 와타나베 다이
오토하라 출판 소속 기자.
츠즈키 테츠오 - 토츠카 쇼타 (A.B.C-Z)
토에이TV 디렉터. 원작과 달리 이츠키보다 나이가 어린 독신 남성이라는 설정으로 바뀌었다.
타치바나 고류 - 카츠야
거물 논픽션 작가. 어떤 사회악을 고발하는 신작 원고를 숨긴다.
오오무라 콘 - 야마니시 아츠시
비약사 사장.
토키토 와타루 - 이마이 타카후미
카나가와 출판 편집자.
노나카 토모미 - 미야자와 에마
자유 편집자.
카츠라기 유리나 - 키무라 유키 (유키뽀요)
그라비아 아이돌.
타카바야시 노보루 - 타카하시 츠토무
카나가와 현경 나기우라 서 형사.
키쿠조 - 한카이 카즈아키
타치바나 별장의 관리인.
스도 마이코 - 코바야시 료코
츠즈키의 연인.
마에다 의사 - 사쿠라이 히지리
이번 사건의 원흉이 된 인물.
오렌지 주스를 든 소년 - 토야마 토키 (쟈니즈 Jr.)

##### 제8화 참수 무사 살인사건
이번에 두 번째 드라마화된 에피소드이다. 등장인물의 일부 설정이 변경되었다. 원작 제목은 「히다 꼭두각시 저택 살인사건」이다.
타츠미 시노- 센도 노부코（어린 시절 - 카와무라 하나）
타츠미 가문의 후처. 켄모치의 중학교 때 동급생.
타츠미 류노스케 - 요시무라 카이토
타츠미 가문의 장남. 차기 당주의 자리를 놓고 세이마루와 사이가 좋지 않다.
타츠미 모에기 - 콘도 하나
타츠미 가문의 장녀. 어렸을 때 큰 병을 앓아서 감정을 잃어버린 채 생활하고 있다.
타츠미 세이마루 - 후쿠야마 쇼타
타츠미 가문의 차남이지만 본처의 자식이 아니라 후처인 시노가 데리고 온 자식이다.
센다 사루히코 - 타나베 켄이치로
타츠미 가문의 사용인.
후유키 우메 - 후쿠이 유우코
타츠미 가문의 사용인.
이와타 카즈미 - 야소다 유이치
타츠미 가문의 고문 변호사.
타츠미 아야코 - 하야마 레이코
타츠미 가문의 전처이자 고인. 우메의 말에 의하면 가족에게도 차갑게 대했다고 한다.
히이라기 카네하루 - 우에스기 요이치

##### 제9화~제10화 오페라 좌관 팬텀의 살인
원작 제목은 「오페라 좌관 제3의 살인」
코즈키 레오나 - 야마모토 마이카
극단 「유민봉기」 단원.
시라카미 카이토 - 토즈카 쥰키
주간지 「스폿」기자. 팬텀에 대해서 조사하고 있다.
히비키 시즈카 - 키리시마 레이카
오페라 좌관의 오너.
카게시마 쥬조 - 쿠와타 콩구
극단 「유민봉기」 연출가.
히모리 후유히코 - 나나세 코우
극단 「유민봉기」 전 단원.
죠 타츠야 - 마츠다 쇼타 (s**t kingz)
극단 「유민봉기」 단원.
미키타니 타쿠미 - 롯카쿠 신지
극단 「유민봉기」 단원.
에몬 이즈미 - 이시카와 모에카
극단 「유민봉기」 단원.
키류 에이지 - 후루카와 유타
극단 「유민봉기」 전 단원. 2년 전 실종되었다.

#### 스태프
- 연출 - 키무라 히사시
- 각본 - 카와베 유우코, 오오이시 테츠야
- 원작 - 《킨다이치 소년의 사건부》
- 음악 - 카네마츠 슈, 사이키 타츠히코, 미타케 아키라
- 감독 - 키무라 히사시, 마루야마 준페이, 카리마타 류이치
- 치프 프로듀서 - 미카미 에리코
- 프로듀서 - 하제야마 히로코, 이와사키 히로키, 아키모토 타카시, 다이고 쇼지
- 제작 협력 - Office Crescendo Inc.
- 제작 저작 - 닛폰 TV

#### 주제가·삽입곡
- 엔딩 테마 〈The Answer〉 (노래 - 나니와단시 / 작사·작곡 - 쿠사카와 슌, 사카무로 켄이치, 사하라 코타 / 편곡 - 사하라 코타

## 방송 일자·각 화 데이터
초대(제1시리즈)
| 방송회                                                      | 방송일          | 부제                         | 각본            | 연출            | 시청률 |
| ----------------------------------------------------------- | --------------- | ---------------------------- | --------------- | --------------- | ------ |
| 1                                                           | 1995년 7월 15일 | 이진칸촌 살인사건            | 후카사와 마사키 | 츠츠미 유키히코 | 23.6%  |
| 2                                                           | 7월 22일        | 비련호 살인사건              | 카토 마나부     | 츠츠미 유키히코 | 23.2%  |
| 3                                                           | 7월 29일        | 오페라 극장 살인사건         | 타고 아키히로   | 아메미야 노조미 | 23.6%  |
| 4                                                           | 8월 5일         | 비보도 살인사건              | 오오이시 테츠야 | 사토 토야       | 21.2%  |
| 5                                                           | 8월 19일        | 목매닮 학원 살인사건         | 후카사와 마사키 | 쿠라타 타카야   | 24.3%  |
| 6                                                           | 9월 2일         | 목 없는 마을 살인사건        | 나리타 하지메   | 사토 토야       | 20.0%  |
| 7                                                           | 9월 9일         | 밀랍 인형 성 살인사건        | 후카사와 마사키 | 츠츠미 유키히코 | 22.2%  |
| 8                                                           | 9월 16일        | 밀랍 인형 성 살인사건 완결편 | 후카사와 마사키 | 츠츠미 유키히코 | 29.9%  |
| 평균 시청률 23.9% (시청률은 칸토 지구·비디오 리서치사 조사) |                 |                              |                 |                 |        |
| SP                                                          | 1995년 4월 8일  | 학원 7대 불가사의 살인사건   | 후카사와 마사키 | 츠츠미 유키히코 | 16.7%  |
| SP                                                          | 12월 30일       | 설야차 전설 살인사건         | 나리타 하지메   | 츠츠미 유키히코 | 23.7%  |
초대(제2시리즈)
| 방송회                                                      | 방송일          | 부제                               | 각본            | 연출            | 시청률 |
| ----------------------------------------------------------- | --------------- | ---------------------------------- | --------------- | --------------- | ------ |
| 1                                                           | 1996년 7월 13일 | 악마 조곡 살인사건                 | 후카사와 마사키 | 츠츠미 유키히코 | 20.5%  |
| 2                                                           | 7월 20일        | 타로 산장 살인사건                 | 타고 아키히로   | 사토 토야       | 20.4%  |
| 3                                                           | 7월 27일        | 타로 산장 살인사건 완결편          | 타고 아키히로   | 사토 토야       | 22.3%  |
| 4                                                           | 8월 3일         | 킨다이치 소년의 살인               | 오오이시 테츠야 | 카네다 카즈키   | 22.2%  |
| 5                                                           | 8월 10일        | 괴도 신사의 살인                   | 타고 아키히로   | 츠츠미 유키히코 | 21.3%  |
| 6                                                           | 8월 17일        | 괴도 신사의 살인 완결편            | 타고 아키히로   | 츠츠미 유키히코 | 22.6%  |
| 7                                                           | 8월 31일        | 이진칸 호텔 살인사건               | 오오이시 테츠야 | 사토 토야       | 19.5%  |
| 8                                                           | 9월 7일         | 하카바 섬 살인사건                 | 후카사와 마사키 | 사토 토야       | 25.2%  |
| 9                                                           | 9월 14일        | 하카바 섬 살인사건 완결편          | 후카사와 마사키 | 사토 토야       | 27.8%  |
| 평균 시청률 22.4% (시청률은 칸토 지구·비디오 리서치사 조사) |                 |                                    |                 |                 |        |
| SP                                                          | 1996년 9월 21일 | 킨다이치 소년의 사건부 영구 보존판 |                 | 츠츠미 유키히코 | 28.5%  |
| SP                                                          | 1997년 4월 12일 | 오와라이 킨다이치 소년의 사건부    |                 | 츠츠미 유키히코 | 15.8%  |
2대째
| 방송회                                                      | 방송일          | 부제                        | 각본            | 연출            | 시청률 |
| ----------------------------------------------------------- | --------------- | --------------------------- | --------------- | --------------- | ------ |
| 1                                                           | 2001년 7월 14일 | 유령 객선 살인사건          | 오바라 신지     | 시모야마 텐     | 16.2%  |
| 2                                                           | 7월 21일        | 유령 객선 살인사건 완결편   | 오바라 신지     | 시모야마 텐     | 14.4%  |
| 3                                                           | 7월 28일        | 프랑스 은화 살인사건        | 오오이시 테츠야 | 나가누마 마코토 | 13.3%  |
| 4                                                           | 8월 4일         | 코쿠시쵸 살인사건           | 야마자키 준야   | 사토 토야       | 12.4%  |
| 5                                                           | 8월 11일        | 코쿠시쵸 살인사건 완결편    | 야마자키 준야   | 사토 토야       | 14.1%  |
| 6                                                           | 8월 25일        | 하야미 레이카 유괴 살인사건 | 나미에 히로시   | 시모야마 텐     | 14.4%  |
| 7                                                           | 9월 1일         | 마견 숲의 살인              | 히라타 켄야     | 나구모 세이치   | 9.3%   |
| 8                                                           | 9월 8일         | 러시아 인형 살인사건        | 오바라 신지     | 시모야마 텐     | 12.9%  |
| 9                                                           | 9월 15일        | 러시아 인형 살인사건 완결편 | 오바라 신지     | 시모야마 텐     | 16.5%  |
| 평균 시청률 13.7% (시청률은 칸토 지구·비디오 리서치사 조사) |                 |                             |                 |                 |        |
| SP                                                          | 2001년 3월 25일 | 마술열차 살인사건           | 오바라 신지     | 시모야마 텐     | 18.1%  |
3대째
| 방송회 | 방송일          | 부제                 | 각본            | 연출        | 시청률 |
| ------ | --------------- | -------------------- | --------------- | ----------- | ------ |
| SP     | 2005년 9월 24일 | 흡혈귀 전설 살인사건 | 후쿠마 마사히로 | 이케다 켄지 | 18.6%  |
4대째
| 방송회                                                      | 방송일          | 부제                          | 각본            | 연출            | 시청률 |
| ----------------------------------------------------------- | --------------- | ----------------------------- | --------------- | --------------- | ------ |
| SP                                                          | 2013년 1월 12일 | 홍콩 구룡재보 살인사건        | 아마기 세이마루 | 키무라 히사시   | 14.8%  |
| SP                                                          | 2014년 1월 4일  | 고쿠몬 학원 살인사건          | 아마기 세이마루 | 나구모 세이치   | 9.1%   |
| N（neo）[1]                                                 |                 |                               |                 |                 |        |
| 1                                                           | 2014년 7월 19일 | 은막의 살인귀                 | 타카하시 유야   | 키무라 히사시   | 12.4%  |
| 2                                                           | 7월 26일        | 게임관 살인사건               | 타카하시 유야   | 카리야마 슌스케 | 7.7%   |
| 3                                                           | 8월 2일         | 오니비 섬 살인사건            | 타카하시 유야   | 키무라 히사시   | 8.8%   |
| 4                                                           | 8월 9일         | 오니비 섬 살인사건 완결편     | 타카하시 유야   | 키무라 히사시   | 10.2%  |
| 5                                                           | 8월 16일        | 킨다이치 소년의 결사행        | 타카하시 유야   | 카리야마 슌스케 | 7.4%   |
| 6                                                           | 8월 23일        | 킨다이치 소년의 결사행 완결편 | 타카하시 유야   | 카리야마 슌스케 | 11.0%  |
| 7                                                           | 9월 6일         | 유키카게촌 살인사건           | 타카하시 유야   | 야마다 노부요시 | 11.9%  |
| 8                                                           | 9월 13일        | 장미 십자관 살인사건          | 타카하시 유야   | 키무라 히사시   | 11.5%  |
| 9                                                           | 9월 20일        | 장미 십자관 살인사건 완결편   | 타카하시 유야   | 키무라 히사시   | 11.1%  |
| 평균 시청률 10.5% (시청률은 칸토 지구·비디오 리서치사 조사) |                 |                               |                 |                 |        |
- 8월 30일은 《24시간 TV 〈사랑은 지구를 구한다〉》 방송 때문에 휴지.

5대째
| 방송회                                                     | 방송일          | 부제                           | 각본            | 연출            | 시청률 |
| ---------------------------------------------------------- | --------------- | ------------------------------ | --------------- | --------------- | ------ |
| 1                                                          | 2022년 4월 24일 | 학원 7대 불가사의 살인사건     | 카와베 유우코   | 키무라 히사시   | 7.8%   |
| 2                                                          | 5월 8일         | 세이렌 섬 살인사건 (전편)      | 오오이시 테츠야 | 키무라 히사시   | 6.2%   |
| 3                                                          | 5월 15일        | 세이렌 섬 살인사건 (후편)      | 오오이시 테츠야 | 키무라 히사시   | 6.7%   |
| 4                                                          | 5월 22일        | 백사 도가 살인사건             | 카와베 유우코   | 마루야마 준페이 | 6.1%   |
| 5                                                          | 5월 29일        | 화장실의 하나코 살인사건       | 카와베 유우코   | 카리마타 류헤이 | 5.7%   |
| 6                                                          | 6월 5일         | 킨다이치 소년의 살인           | 카와베 유우코   | 마루야마 준페이 | 5.5%   |
| 7                                                          | 6월 12일        | 킨다이치 소년의 살인 해결편    | 카와베 유우코   | 마루야마 준페이 | 5.7%   |
| 8                                                          | 6월 19일        | 참수 무사 살인사건             | 오오이시 테츠야 | 키무라 히사시   | 6.1%   |
| 9                                                          | 6월 26일        | 오페라 좌관 팬텀의 살인        | 오오이시 테츠야 | 마루야마 준페이 | 6.3%   |
| 10                                                         | 7월 3일         | 오페라 좌관 팬텀의 살인 해결편 | 오오이시 테츠야 | 마루야마 준페이 | 6.0%   |
| 평균 시청률 6.2% (시청률은 칸토 지구·비디오 리서치사 조사) |                 |                                |                 |                 |        |
- 제2화 「세이렌 섬 살인사건 (전편)」은 5월 1일 방송할 예정이었으나 4월 23일 발생한 시레토코 유람선 수몰 사고로 인하여 5월 8일로 연기되었고, 대신 제2시리즈의 「악마 조곡 살인사건」의 재편집본이 방영되었다. 편집된 부분은 엔딩곡이 흐르는 부분이었고, 편집된 시간만큼 초대 킨다이치 도모토 츠요시가 5대 킨다이치 미치에다 슌스케와 원격으로 대담을 하는 기획 영상을 추가하였다. 또한 스폰서 회사였던 뮤제 플래티넘이 AC재팬으로 변경되었다.

## 같이 보기
- 소년탐정 김전일
- 소년탐정 김전일의 등장인물 목록
- 츠츠미 유키히코 - 초대 드라마판(제1·2시리즈)의 메인 연출가(감독). 본작 이후에도 마키타 미츠하루와 함께 미스터리 드라마(케이조쿠, TRICK) 작품을 다루고 있다.